# تبصرة العوام
تبصرة العوام با نام کامل تبصرة العوام فی معرفة مقالات الانام کتابی‌است به فارسی در شناخت ادیان و مذاهب. نام نویسنده و زمان تألیف کتاب در دستنویس‌های موجود این کتاب ذکر نشده‌است. با این حال از روی قرائن مشخص شده‌است که نویسندهٔ کتاب محمد بن حسین رازی آبی و زمان تألیف کتاب ۶۳۰ قمری‌است. تا پیش از مشخص شدن نویسندهٔ واقعی کتاب، این اثر را منسوب به سید مرتضی بن داعی حسنی رازی می‌دانستند.
تبصرة العوام یکی از دو کتاب فارسی در ملل و نحل است که پیش از دوران مغول نوشته شده‌است. کتاب دیگر بیان الادیان است که به سال ۴۸۵ قمری نوشته شده‌است. تبصرة العوام به جهت تفصیل و نیز اشتمال بر عقاید شیعیان دوازده امامی (که نویسنده از جرگهٔ ایشان است)‌ و دفاع از اعتقادات این فرقه حائز اهمیت است. 

## نمونه‌ای از نثر کتاب
مجوس گویند پدر خلایق گیومرث بود نه آدم. و او از اصطخر بود. چون در اصطخر بمرد منی از وی بیرون آمد و در زیر زمین روانه شد. و چهل سال در زمین بماند. آنگه درخت ریباس از آن پدید آمد و شکافته شد و مشی و مشانه از آن بیرون آمدند، یعنی آدم و حوّا. و قومی گویند درخت ریباس از جنس نبات استحالت کرد و جنس انسان شد. و فرزندان آدم و حوّا در ضلالت و گمراهی بودند تا روزگار اوشهنج و او ایشان را به عبادت خدای خواند. و گیومرث را جز از هند و فرس دیگران ندانند...